# Haller József (képzőművész)
Haller József (Szatmárnémeti, 1935. január 24. – Marosvásárhely, 2017. március 2.) erdélyi magyar képzőművész.

## Szakmai pályafutása
A művészeti középiskolát Kolozsváron végezte 1949–1953 között festészeti szakon, a Kolozsvári Képzőművészeti Akadémiát 1953–1959 között szobrászat szakon, ahol Ion Irimescu, Vetró Artúr és Kós András voltak a mesterei. Tagja a Romániai Képzőművészek Szövetségének, a Barabás Miklós Céhnek, valamint a Magyar Alkotóművészek Országos Egyesületének (MAOE).  1959-től nyugdíjazásáig, 40 éven keresztül a Marosvásárhelyi Állami Bábszínház (utólag Ariel Gyermek és Ifjúsági Színház) bábtervezője volt, ahol több, mint 100 darabhoz tervezett bábokat és díszletet.

## Egyéni kiállítások
- Marosvásárhely (1970, 1975, 1977, 1978, 1990, 1995, 2002, 2003, 2004, 2006, 2008, 2010, 2011, 2013, 2015)
- Szatmárnémeti (1975, 1981)
- Siegen (1979)
- Kolozsvár (1981)
- Csíkszereda (2003)
- Budapest: Újpest Galéria (2005)
- Budapest: Vármegye Galéria (2005)

## Külföldi csoportos kiállítások

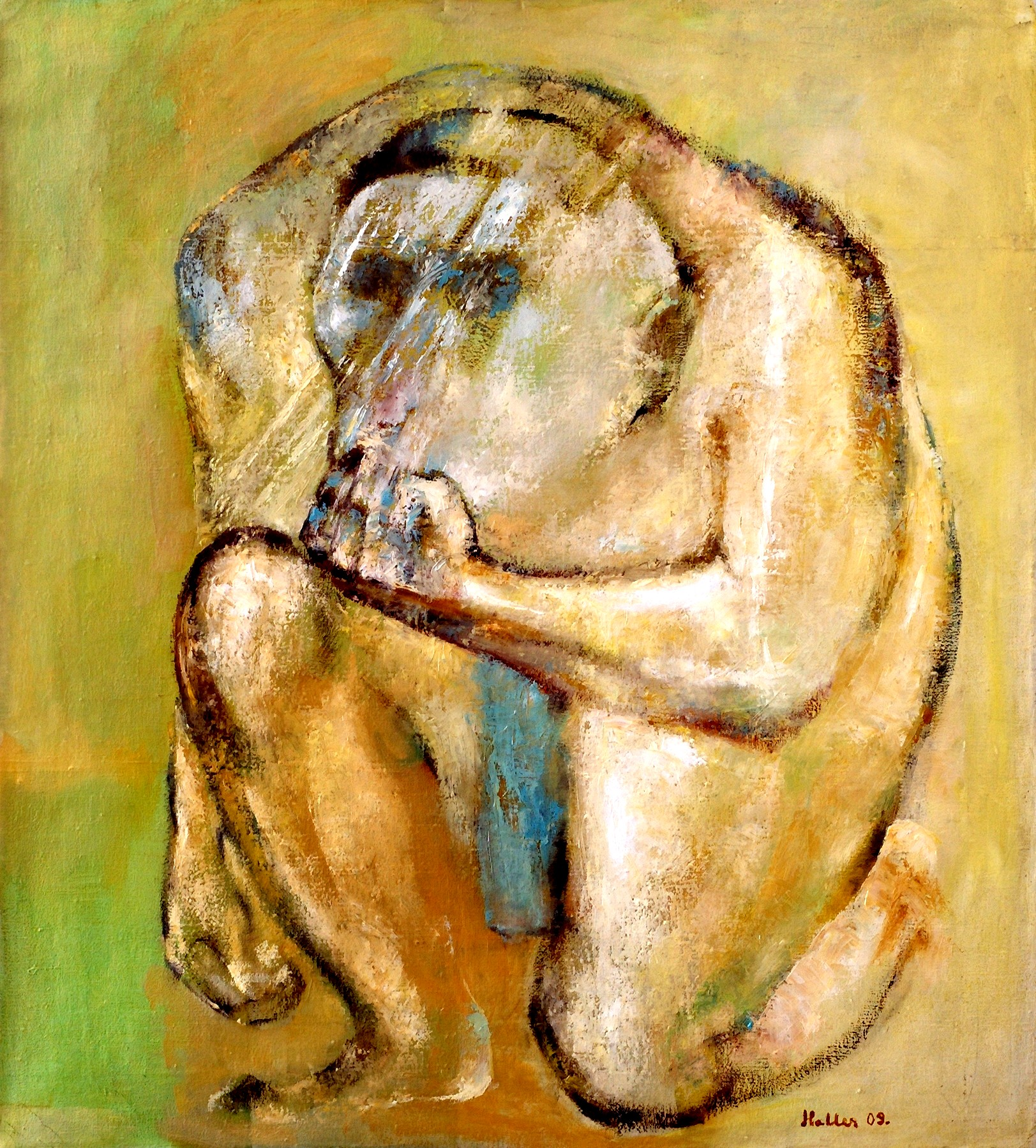
Haller József: Kalibán, 2009

- Barcelona (Spanyolország): Juan Miro Nemzetközi Rajzkiállítás, 1975
- Mannheim (Németország): Kortárs Román Művészet, 1979
- Maastricht (Hollandia): Romániai Grafika, 1982
- Krakkó (Lengyelország): Nemzetközi Grafikai Biennálé, 1985
- Budapest: Romániai Magyar Képzőművészek Kiállítása, 1990
- Washington (USA): Erdélyi Magyar Képzőművészek, 1990
- Budapest: Szülőföldem Erdély, 1990
- Budapest: Tizenkét Erdélyi Képzőművész, 1991
- Stockholm (Svédország), 1994, 1996
- Frankfurt (Németország), 1995
- Budapest: Erdély-részi Millecentenáriumi Kiállítás, 1996
- Kecskemét: Kortárs Marosvásárhelyi Képzőművészet, 2000
- Budapest, ERNST Múzeum: Felezőidő (2002)
- „Ezredvégi nyomok” – 10 romániai grafikus: Róma, Párizs, Berlin, Stockholm, Moszkva, Bukarest, Budapest, 2005

Művésztelepek: Iserlohn (1984, 1989, 1995, 1996, 1997, 1998, 2002, 2003), Gyergyószárhegy (1988), Szentkatolna (1992), Marcali (1992), Zalaegerszeg (1993), Bolyai alkotótábor, Marosvásárhely (2009).

## Illusztrációk
Illusztrációs kötete jelent meg Arany alapra arannyal címmel, emellett olyan költők versesköteteit illusztrálta, mint Egyed Emese (Hajnalének), Kányádi Sándor (Szürke szonettek), Kovács András Ferenc (Tengerész Henrik búcsúzik, Torony és tövis), Markó Béla (Költők koszorúja), Nagy Attila (A Nap kertje). Gyakran közölt illusztrációkat az Igaz Szó hasábjain.

## Kitüntetések
- Ordinul „23 August”, medalia de a XX-a aniversare în 1964
- A Magyar Köztársasági Érdemrend kiskeresztje (1995)
- Diplomă de Onoare al Ministerului Culturii din România (1995)
- Ordinul Meritul Cultural „Cavaler” al Ministerului Culturii din România (2004)
- mint báb- és díszlettervezőt számos díja mellett Életműdíjjal jutalmazták 2004-ben